# イーストフード
イーストフードとは、出芽酵母の栄養源としてパンや菓子類に使用する食品添加物のうち、食品衛生法において「イーストフード」の一括名称での表示が認められたものをいう。安定した品質でパンを大量生産する為には必須とされている。出芽酵母が必要とする代表的な栄養素は、窒素(N)、リン酸(H3PO4)、カリウム(K)。
数類程度をビタミンCあるいはアセロラ粉末などの酸化防止剤や酵素剤とともに添加する。

## 認められている食品添加物
- 塩化アンモニウム
- グルコン酸カリウム
- 酸化カルシウム
- 炭酸アンモニウム
- 炭酸カルシウム
- 硫酸カルシウム
- リン酸三カルシウム
- リン酸二水素アンモニウム
- リン酸一水素マグネシウム
- 塩化マグネシウム
- グルコン酸ナトリウム
- 焼成カルシウム
- 炭酸カリウム（無水）
- 硫酸アンモニウム
- 硫酸マグネシウム
- リン酸水素二アンモニウム
- リン酸一水素カルシウム
- リン酸二水素カルシウム

いくつかの物質はベーキングパウダーとしても使用されている。
イーストフード製剤と「臭素酸カリウム」の粉末を混合した「製パン改良剤」（1つの製剤で、酵母への栄養効果と小麦粉改良効果の両方を発揮させる目的で混合）が流通していた時期があり、このような混合の製剤を使用した場合、「臭素酸カリウム」は加工助剤として表示が免除されているため、表示上は「イーストフード」とのみ記載される。「臭素酸カリウム」は発がん性があるため、EU加盟国のほとんどは1997年までに使用を禁止している。2021年現在、日本ではパン製造における使用は禁止されておらず、厚生労働省による行政指導で使用自粛が要請されているにとどまっている。そのため山崎製パンでは、一時期使用の自粛をしたものの、2020年3月から一部の商品の製造過程について「臭素酸カリウム」を使用を再開している。

## 安全性に対する議論
パン食普及協議会によれば、日本国内においては使用基準が定められ、国際的には、JECFA（FAO/WHO合同食品添加物専門家委員会）において、イーストフードの安全性が評価されているとしている。
その一方、安全性に対し提議する内容のネット上の記事もある。
ちなみに、「イーストフード」の表示を明記している山崎製パンによれば、法律上、表示義務のない同様な物質を含有する成分を用いながら、イーストフードの不使用の強調表示が行われた商品が存在し事実誤認を与える「不使用」表示であるとしている。

## 代替物質
「発酵補助」や「生地改良素材」として販売される。使用されている原料物質は、米粉、米麹、酵母、大豆粉、粉末状植物性たん白、マルトデキストリンなど。